# 鄧球 (天順進士)
鄧球（1439年—？），字廷鳴，湖廣永州府道州寧遠縣人，明朝政治人物。進士出身。

## 生平
湖廣鄉試第五十二名。天順八年（1464年）甲申科會試第一百三十七名，殿試登進士第三甲第一百名。

## 家族
曾祖鄧文益。祖父鄧宗善。父亲鄧朝海。